# Acis ionica
Acis ionica är en amaryllisväxtart som beskrevs av Bareka, Kamari och Demetrius Phitos. Acis ionica ingår i släktet Acis och familjen amaryllisväxter. Inga underarter finns listade i Catalogue of Life.

## Bildgalleri

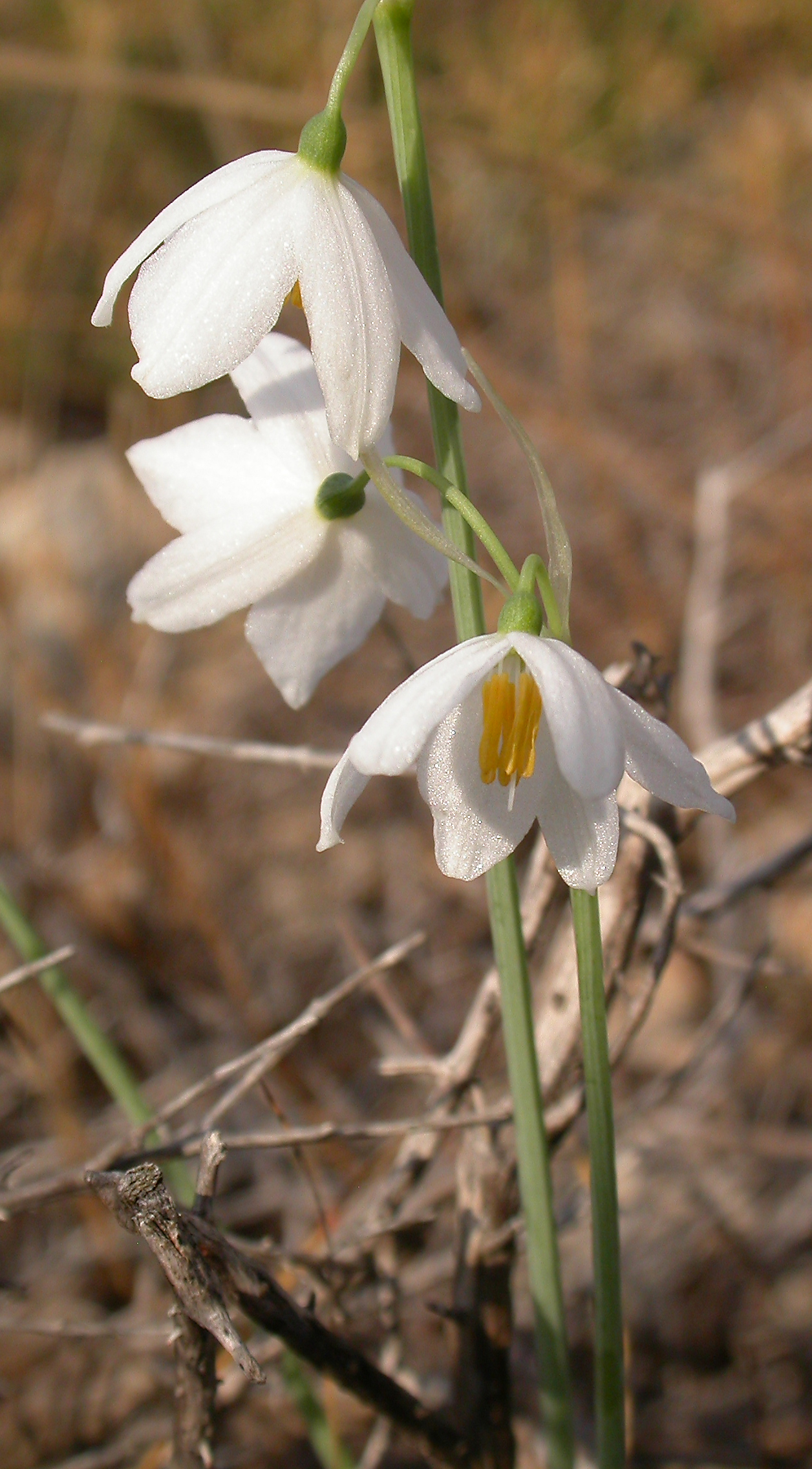